# Can You Feel It (canción de The Jacksons)
«Can You Feel It» (Puedes sentirlo) es un tema de funk y soul, del grupo The Jacksons, grabado en marzo de 1980, y publicado en 13 de febrero de 1981 como la primera pista de su álbum Triumph
Escrito por los hermanos Jackie y Michael, se presentó la canción en solitario por Randy y Michael. Lanzado como sencillo en 1981, la canción alcanzó el número 77 en la lista Billboard Hot 100, y el treinta en el chart de R&B de Estados Unidos. Alcanzó el número seis en el Reino Unido y el número dos en Países Bajos, en 1981.
El vídeo de acompañamiento, dirigido por Bruce Gowers y Robert Abel, se destaca por sus notables efectos especiales, creados por Robert Abel and Associates. En 2001, fue votado como uno de los cien mejores vídeos de todos los tiempos, en una encuesta para celebrar el 20 aniversario de MTV.
Michael Jackson en septiembre de 2001, presentó el Michael Jackson: Especial 30 Aniversario, donde volvió a cantar al lado de sus hermanos, varios éxitos de The Jacksons. Can You Feel It fue la pieza principal del Medley de canciones, junto con ABC, The Love You Save, entre otras. 
El tema fue utilizado por Tamperer en 1998, para su éxito de dance «Feel It». También se usó mediante sampler, en el año 2007, para la canción «Carry Feelings», de T.O.K.
- Datos: Q2519543